# Lintneria lugens
La polilla chichicastlera (Lintneria lugens) es una polilla perteneciente a la familia de los esfíngidos.

## Descripción
Es bastante similar a Lintneria eremitus, sin embargo L. lugens presenta un mayor tamaño. tiene pequeñas manchas negras en la parte inferior pálida del abdomen. La parte superior del ala anterior es de color gris negruzco y hay dos bandas medianas estrechas y tenues en la parte inferior del ala anterior.
Aunque las larvas suelen alimentarse casi exclusivamente de chichicastle manzo (de ahí su nombre común), se han encontrado larvas alimentándose de salvias, mentas, monardas e Hyptis. Las larvas suelen tener hábitos nocturnos de alimentación.
Su distribución se extiende desde el norte de México hasta Nicaragua.